# Herz-Jesu-Kirche (Lünen)

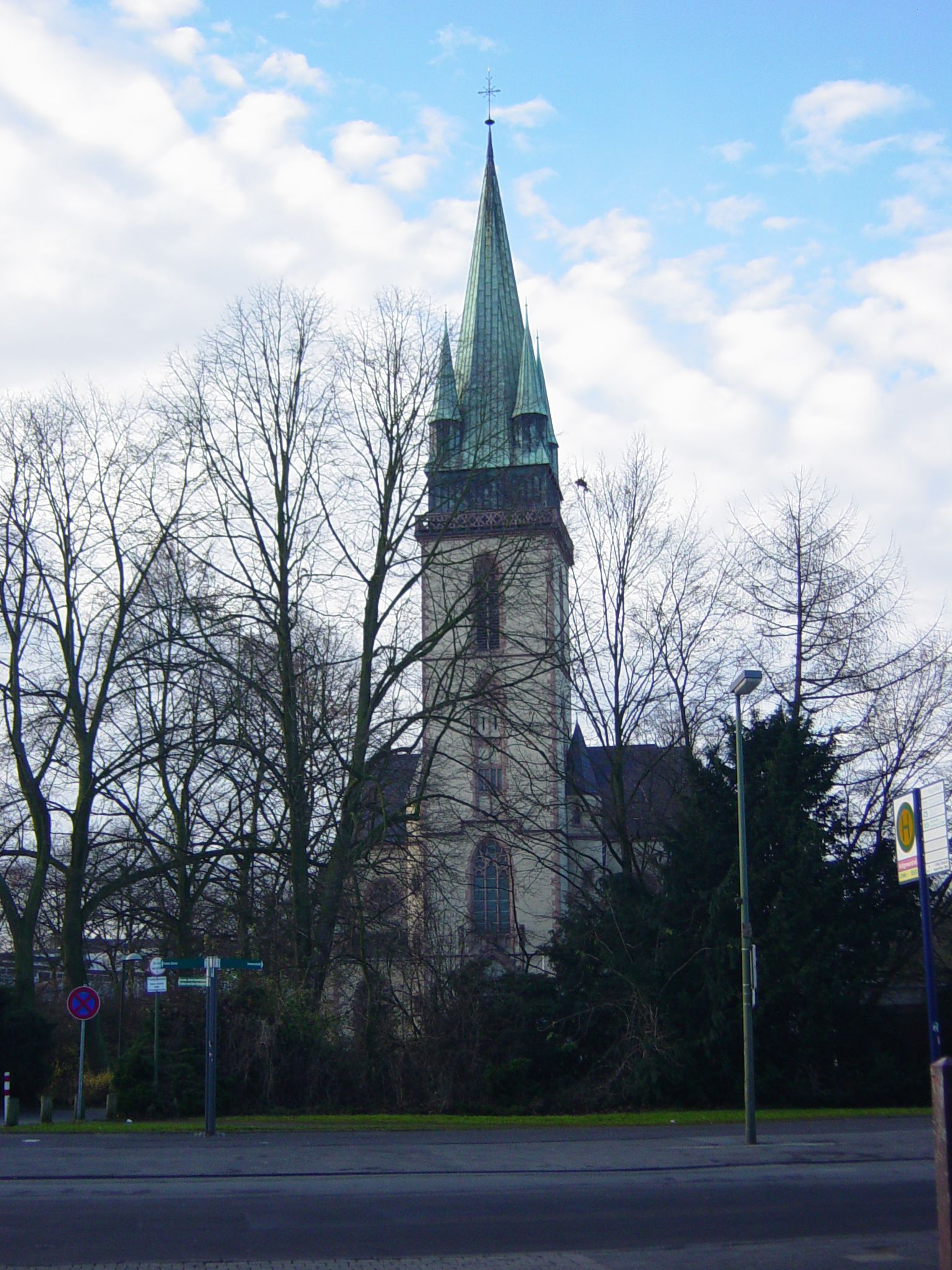
Herz-Jesu-Kirche

Die katholische Pfarrkirche Herz-Jesu ist ein denkmalgeschütztes Kirchengebäude an der Holtgrevenstraße in Lünen, einer Stadt im Kreis Unna (Nordrhein-Westfalen).

## Geschichte und Architektur
Die neugotische Halle mit polygonalen Querarmen und einem hohen ortsbildprägenden Ostturm ist nach Westen ausgerichtet. Sie steht am Südende der Altstadt und wurde 1903/04 unter der Leitung des Paderborner Dombaumeisters Arnold Güldenpfennig als Putzbau mit Eckquaderung errichtet. Die Fernansicht wird durch die abgewalmten Querdächer über den Seitenschiffjochen und die rechteckigen Nebenchöre geprägt. Der Turm mit einer Maßwerkgalerie ist mit einem von Eckaufsätzen begleiteten Spitzhelm bekrönt. Vor den Portalen zwischen dem zweiten und dritten Joch stehen abgerückte Strebepfeiler mit Maßwerkeinsätzen in den Rundungen. Im Innenraum ruhen Rippengewölbe über schlanken, kapitelllosen Achteckpfeilern. Die abgekragten Dienste reichen nur im Querhaus und im Chor bis zum Boden. Die figürlichen Glasfenster in der Chorpartie sind Arbeiten von Hertel & Lersch, sie wurden 1904 angefertigt. Es sind Reste der bauzeitlichen Ausstattung erhalten.
Die Kirche trägt das tontiefste Geläut der Stadt Lünen. Die vier Gussstahlglocken wurden 1922 gegossen und erklingen in a°-cis'-e'-fis'. Die Glocken sind Dreifaltigkeit, Herz Jesu, Maria und Josef geweiht.

## Orgel
Die Orgel wurde von der Orgelbaufirma Stockmann im Jahr 1974 gebaut. Sie umfasst 27 Register und 4 Spielhilfen (alle Koppeln und Tremolo BW), die auf zwei Manuale verteilt sind.
| Pedal (C-f1)                                                                                          | Hauptwerk (C-f3) | Brustwerk (C-f3) |
| --- | --- | --- |
| 1. Subbaß 16' 2. Oktavbaß 8' 3. Gedacktbaß 8' 4. Quintade 4' 5. Pedalmixtur 5f. 2 2/3' 6. Posaune 16' | 7. Bordun 16' 8. Prinzipal 8' 9. Gedackt 8' 10. Oktave 4' 11. Gemshorn 4' 12. Rohrflöte 4' 13. Waldflöte 2' 14. Oktave 2' 15. Quinte 2 2/3' 16. Mixtur 4-6f. 1 1/3' 17. Zimbel 4-5f. 1/2' 18. Trompete 8' | 22. Gedackt 8' 23. Harmonieflöte 8' 24. Prinzipal 4' 25. Flöte 4' 26. Oktäflein 2' 27. Quinte 1 1/3' 28. Sesquialtera 2f. 29. Scharff 4f. 1' 30. Rohrschalmey 8' |